# Regierung Kauffman
Die Regierung Kauffman war vom 19. Juni 1917 bis 28. September 1918 die Regierung im Großherzogtum Luxemburg, die von Staatsminister Léon Kauffman gebildet wurde.
Nach dem Rücktritt der Regierung Thorn gelang es Kauffman am 19. Juni 1917, eine Koalitionsregierung aus Rechtspartei und Liberalen zu bilden. Die Regierung nahm sich vor, die luxemburgische Verfassung zu demokratisieren. Dazu begann im November 1917 in der Abgeordnetenkammer die Debatte über die Einführung des Allgemeinen Wahlrechts. Die Diskussion um die Artikel 32 (Grundlage der Staatsgewalt), 37 (Abschluss von Geheimverträgen), 52 (Einführung des allgemeinen Wahlrechts, Frauenstimmrecht und Verhältniswahl) und 75 (Vergütung der Abgeordneten) zog sich hin. Es kam zu einer Krise zwischen Parlament und Regierung, als sich letztere weigerte dem Willen des Parlaments zur Änderung des Artikels 32 zu folgen. Die Regierung fürchtete nämlich durch eine Änderung des Artikels 32 den Unwillen der Großherzogin Maria-Adelheid zu erregen, indem die Staatsgewalt nicht mehr im Monarchen, sondern im Volk begründet würde.
Als es darüber hinaus zu Presseberichten über die Teilnahme Kauffmans an einer Privataudienz des deutschen Reichskanzlers Georg von Hertling bei Großherzogin Maria-Adelheid kam, war die öffentliche Glaubwürdigkeit der Regierung völlig zerstört, da ihr ein zu enges Verhältnis zu der deutschen Besatzungsmacht nachgesagt wurde. Am 28. September 1918 wurde die Regierung schließlich durch eine neue unter Führung von Émile Reuter abgelöst.
Der Regierung Kauffman gehörten folgende Kabinettsmitglieder an:

## Regierung Kauffman (19. Juni 1917 bis 28. September 1918)
| Amt                                             | Name           | Beginn der Amtszeit | Ende der Amtszeit  | Partei | Partei    |
| ----------------------------------------------- | -------------- | ------------------- | ------------------ | ------ | --------- |
| Staatsminister, Präsident der Regierung         | Léon Kauffman  | 19. Juni 1917       | 28. September 1918 |        | RP        |
| Auswärtige Angelegenheiten, Kultus und Finanzen | Léon Kauffman  | 19. Juni 1917       | 28. September 1918 |        | RP        |
| Inneres                                         | Maurice Kohn   | 19. Juni 1917       | 28. September 1918 |        | parteilos |
| Justiz und öffentlicher Unterricht              | Léon Moutrier  | 19. Juni 1917       | 28. September 1918 |        | LL        |
| Landwirtschaft, Handel, Industrie und Arbeit    | Joseph Faber   | 19. Juni 1917       | 28. September 1918 |        | RP        |
| öffentliche Arbeiten                            | Antoine Lefort | 19. Juni 1917       | 28. September 1918 |        | RP        |